# Канонски ансамбл
Канонски ансамбл у статистичкој физици је статистички ансамбл који репрезентује скуп могућих стања система која се налазе у термодинамичкој равнотежи са околином. Ансамбл се назива канонским ако је макростање у њему окарактерисано са три параметара:
- бројем честица (N)
- запремином (V)
- температуром (Т)

Како је Хелмхолцова слободна енергија величина која за природне променљиве има Т, V и N, термодинамика система помоћу канонског ансамбла се добија тако што се из партиционе функције најпре рачуна Хелмхолцова слободна енергија (F), а затим и све друге величине из ње. 

## Енергија макростања
Макростања су обично окарактерисана са бројем честица (N), запремином (V) и енергијом (E), али како је енергија непогодна за мерење и одржавање, уведен је канонски ансамбл код кога се уместо енергије посматра температура, јер је она параметар који је лакше контролисати. У канонском ансамблу енергија није фиксирана и обично може узимати све вредности (од -∞ до +∞), а рачунају се вероватноће  да систем у тренутку t има вредност енергије  и енергетска расподела стања g(E).
Зависност енергије  и вероватноће  може се одредити на два начина. Један начин је анализирање интеракције система са резервоаром на некој фиксираној температури, а други начин је да се систем посматра као елемент канонског ансамбла где цео систем има неку енергију, те се проучавају процеси преношења енергије међу елементима ансамбла. Без обзира који од начина се користи, у термодинамичком лимиту се добија иста расподела вероватноћа за различите енергије.